# 岩手県道19号一関大東線
岩手県道19号一関大東線（いわてけんどう19ごう いちのせきだいとうせん）は、岩手県一関市中央町から一関市大東町に至る県道（主要地方道）である。

## 概要
1998年度（平成10年度）から新道建設（前堀工区）が始まり、2005年（平成17年）3月25日の東大橋の4車線化で工事は完了した。

### 路線データ
- 実延長：22,634.0 m[1]
- 起点：一関市中央町[1]（竹山交差点、県道14号・県道260号交点）
- 終点：一関市大東町[1]（国道343号・国道456号交点）

## 歴史
- 1959年（昭和34年）3月31日 - 県道に認定される[1][2]。
- 1976年（昭和51年）4月1日 - 県道舞川五十人町線、県道一関大東線の一部が、一関大東線として建設省（現・国土交通省）から主要地方道の指定を受ける[3]。
- 1993年（平成5年）5月11日 - 建設省により改めて主要地方道の指定を受ける[4]。
- 1999年（平成11年） - 前掘工区が部分開通、狭山工区が開通する[5]。
- 2002年（平成14年）5月31日 - 東大橋（一関市）が開通（暫定2車線）。
- 2005年（平成17年）3月25日 - 東大橋の4車線化完成[6]。後に旧道側は市道へ格下げとなる。

## 地理

### 通過する自治体
- 一関市

### 交差する道路
- 岩手県道14号一関北上線・岩手県道260号一関平泉線（竹山交差点・一関市中央町二丁目）
- 岩手県道168号薄衣舞川線（一関市舞川字湯坪）
- 岩手県道206号相川平泉線（一関市舞川字水上）
- 岩手県道282号東山薄衣線（一関市東山町松川字滝ノ沢平）
- 岩手県道106号前沢東山線（一関市東山町長坂字町）
- 岩手県道289号柴宿横沢線（一関市東山町長坂字柴宿）
- 岩手県道105号猿沢東山線（一関市東山町長坂字柴宿）
- 国道343号・国道456号（一関市大東町摺沢字新右エ門土手）